# Andrena azerbaidshanica
Andrena azerbaidshanica är en biart som beskrevs av Lebedev 1932. Andrena azerbaidshanica ingår i släktet sandbin, och familjen grävbin. Inga underarter finns listade i Catalogue of Life.